# Charles Auguste Briot
Charles Briot (1817-1882) va ser un matemàtic francès.

## Vida i Obra
Fill d'un respectable comerciant de productes per adobar pells, va tenir un accident de nen que li va deixar un braç immòbil. Va dirigir els seus estudis per a ser professor de matemàtiques, feina per la que la seva deficiència no presentava impediment. Durant els seus estudis secundaris al Franc Comtat va conèixer Jean Claude Bouquet amb qui l'uniria una forta amistat i amb qui va compartir interessos acadèmics, publicant diversos llibres conjuntament.
El 1838 va ingressar a l'École Normale Supérieure hevent obtingut els segon lloc en els exàmens d'ingrés. L'any següent Claude Bouquet també hi ingressava. El 1841 es va graduar obtenint el primer lloc com agregat de matemàtiques. L'any següent obtenia el doctorat amb una tesi sobre l'òrbita d'un cos sòlid entorn d'un punt.
Durant uns anys, va ser professor a diversos Lycées de París, preparant els alumnes pels exàmens d'ingrés a les grandes écoles. A partir de 1864 va ser professor de la Facultat de Ciències i de l'École Normale Supérieure.
Una gran part de l'activitat de Broit va ser la d'escriure manuals de matemàtiques que es van reeditar nombroses vegades i que van establir els estàndards de l'educació matemàtica de la seva època. També va escriure amb Claude Bouquet un important llibre sobre funcions el·líptiques en el que es descriuen les avui conegudes com a equacions Briot-Bouquet.
El 1864 i el 1869, respectivament, va publicar els seus tractats sobre la teoria matemàtica de la llum i de la calor.